# Megalebias cheradophilus
 Megalebias cheradophilus  és un peix de la família dels rivúlids i de l'ordre dels ciprinodontiformes.
Els mascles poden assolir els 6,5 cm de longitud total.
Es troba a Sud-amèrica: Uruguai.